# Chengdu Open 2024
Chengdu Open 2024 a fost un turneu de tenis care s-a jucat pe terenuri cu suprafață dură, în aer liber. A fost cea de-a 6-a ediție a Chengdu Open și a făcut parte din seria ATP 250 din circuitul ATP 2024. A avut loc la Chengdu, China, în perioada 18–24 septembrie.

## Campioni

### Simplu
Pentru mai multe informații consultați Chengdu Open 2024 – Simplu

### Dublu
Pentru mai multe informații consultați Chengdu Open 2024 – Dublu

## Puncte și premii în bani

### Distribuția punctelor
| Probă  | Câștigător | Finalist | Semifinalist | Sfertfinalist | Runda 3 | Runda 2 | Runda 1 | Q   | Q2  | Q1  |
| Simplu | 250        | 165      | 100          | 50            | 25      | 13      | 0       | 8   | 4   | 0   |
| Dublu  | 250        | 150      | 90           | 45            | 0       | 0       | 0       | N/A | N/A | N/A |

### Premii în bani
| Probă  | Câștigător | Finalist  | Semifinalist | Sfertfinalist | Runda 2  | Runda 1  | Q2      | Q1      |
| Simplu | 178.195 $  | 103.950 $ | 61.115 $     | 35.415 $      | 20.565 $ | 12.565 $ | 6.285 $ | 3.425 $ |
| Dublu* | 61.920 $   | 33.130 $  | 19.420 $     | 10.850 $      | 6.400 $  | N/A      | N/A     | N/A     |

*per echipă